# Volker Niederfahrenhorst
Volker Niederfahrenhorst (* 20. September 1955 in Ratingen) ist ein deutscher Schauspieler, Schauspiellehrer, Hörspiel- und Synchronsprecher sowie vielfach ausgezeichneter Hörbuchsprecher. Er erhielt den Vierteljahrespreis der Deutschen Schallplattenkritik. Seit dem Herbstsemester 2008 ist Niederfahrenhorst Dozent im Fachbereich Schauspiel an der Alanus Hochschule für Kunst und Gesellschaft.
Die ARD-Hörspieldatenbank enthält annähernd 200 Datensätze, in denen er seit 1986 als Sprecher geführt wird. Seit 2013 hat er (Stand April 2022) 25 Werke, darunter Romane aus der Scheibenwelt-Reihe und Die-Lange-Erde-Quadrologie (mit Stephen Baxter) von Terry Pratchett als Hörbücher eingelesen.

## Filmografie
- 1982: Die letzte Rache
- 1984: Kassensturz
- 1998: Nachricht des Herzens
- 2000: Lieber Fidel. Maritas Geschichte
- 2003/2004: Schöne Frauen[5]

## Synchronsprecher (Auswahl)
- 2013: Silent Assassin (als „Biologielehrer“)
- 2014: Dying of the Light – Jede Minute zählt (als „Dr. Cornel“)
- 2017: Elven – Fluss aus der Kälte (als „Karl Lønnhøiden“)
- 2018: Prinz Charming (als „Segensfee“)
- 2018: Elliot – Das kleinste Rentier (als „Ludzinka“)

## Hörbücher (Auswahl)
- 2013: Terry Pratchett: Die Farben der Magie, Random House Audio, ISBN 978-3-8371-2069-1 (Scheibenwelt-Romane)
- 2013: Terry Pratchett: Das Licht der Phantasie (SchallundWahn)
- 2014: Andreas Eschbach: Eine Billion Dollar (Lübbe Audio/BookBeat)
- 2018: Charles Pépin: Die Schönheit des Scheiterns (Audible Studios)
- 2018: Eva Muszynski, Karten Teich: Der Cowboy Klaus (Sauerländer Audio/Argon Verlag)
- 2019: Hellen Fields: Die perfekte Strafe (Audible Studios)
- 2022: Cliff Allister: Das System (Die kalten Sonnen – Teil 1), Lübbe Audio, ISBN 978-3-7540-0170-7 (Hörbuch-Download)
- 2022: Elizabeth George: Die Inspector-Lynley-Box (Band 1–4), der Hörverlag, ISBN 978-3-8371-6289-9
- 2023: Elizabeth George: Denn bitter ist der Tod (Inspector Lynley-Roman. 5.), Audible, ISBN 978-3-8371-6289-9
- 2023: Peter Weidling: Die Zukunft des Kundenservice ist grün! (Audible-Hörbuch)
- 2024: Stephen Baxter: Die tausend Erden (Audible-Hörbuch)
- 2025: Thilo Falk: ENEMY – Stunde der Wahrheit, Lübbe Audio, ISBN 978-3-7540-1718-0 (Hörbuch-Download)